# Cero
cero是一支在2004年成立的日本乐团，由高城晶平、荒内佑、桥本翼三位成员组成。团名为 “Contemporary Exotica Rock Orchestra（现代异奇摇滚管弦乐团）”的缩写。乐团所发表的音乐作品词曲编写及制作皆由团员完成。
cero于2015年发表的录音室专辑《Obscure Ride》使其被视为Neo City-Pop的开创者及标志性乐团。

## 成员
高城晶平
乐团主唱、吉他手、贝斯手、长笛
亦担任专辑的主要作词作曲人
荒内佑
乐团键盘手、贝斯手、和声
亦担任专辑的主要作词作曲人及混音制作
桥本翼
乐团吉他手、单簧管、和声

## 作品
录音室专辑
- WORLD RECORD（2011 年）
- My Lost City（2012 年）
- Obscure Ride（2015 年）
- POLY LIFE MULTI SOUL（2018 年）